# Roger Dragonetti
Pour les articles homonymes, voir Dragonetti.
 (septembre 2013).
Si vous disposez d'ouvrages ou d'articles de référence ou si vous connaissez des sites web de qualité traitant du thème abordé ici, merci de compléter l'article en donnant les références utiles à sa vérifiabilité et en les liant à la section « Notes et références ».
Roger Dragonetti (1915- 2000) est un philologue et critique littéraire belge, professeur de langue et littérature romanes médiévales à la Faculté des lettres de l’Université de Genève de 1968 à 1986.

## Biographie
Né en 1915, à Gand, en Belgique, de parents d'origine italienne, il étudie la philosophie et la philologie romane à l'université de Gand.
En 1943, il obtient le grade de docteur ès lettres avec sa thèse : Étude sur le style de la lyrique courtoise du nord de la France, considéré dans ses rapports avec la tradition littéraire médiolatine, suivi d’un Essai sur l’expérience platonicienne dans la poésie courtoise.
En 1960, il devient assistant en littérature française à l’Université de Gand.
Entre 1968 et 1986, il est professeur de langue et littérature romanes médiévales à la Faculté des lettres de l’Université de Genève.
Le fonds d'archives de Roger Dragonetti se trouve aux Archives littéraires suisses à Berne.

## Publications
- 1960 : La Technique poétique des trouvères dans la chanson courtoise. Contribution à l’étude de la rhétorique médiévale, Bruges, De Tempe

- 1961 : Aux frontières du langage poétique; études sur Dante, Mallarmé, Valéry, Gand, Romanica Gandensia

- 1968 : Dante pèlerin de la Sainte Face : étude sur la Divine Comédie, Gand, Romanica Gandensia

- 1980 : La Vie de la lettre au Moyen Âge, Paris, Éditions du Seuil

- 1982 : Le Gai Savoir dans la rhétorique courtoise : Flamenca et Joufroi de Poitiers, Paris, Seuil

- 1987 : Le Mirage des sources : l’art du faux dans le roman médiéval, Paris, Seuil